# Olianatrivia
Olianatrivia is een geslacht van uitgestorven weekdieren uit de klasse van de Gastropoda (slakken).

## Soort
- Olianatrivia riberai Dolin, Biosca-Munts & Parcerisa, 2013 †